# Hai mươi xu (tiền xu Hoa Kỳ)
Đồng hai mươi xu là một đồng xu được đúc trong giai đoạn 1875–1878, nhưng chỉ dành cho người sưu tập trong hai năm cuối. Đề xuất bởi thượng nghị sĩ tiểu bang Nevada John P. Jones, nó đã được coi là một sự thất bại do dễ bị nhầm lẫn với đồng Quarter–25 xu, do chúng có kích thước gần như bằng nhau.
Năm 1874, thượng nghị sĩ mới được bầu Jones bắt đầu thúc giục việc phát hành đồng 20 xu, mà ông tuyên bố sẽ làm giảm bớt sự thiếu hụt tiền lẻ ở vùng Viễn Tây. Dự luật được Quốc hội Hoa Kỳ thông qua, và Giám đốc Cục đúc tiền kim loại Hoa Kỳ Henry Linderman ra lệnh đúc tiền theo mẫu. Linderman cuối cùng quyết định mặt trước đồng xu tương tự như mặt trước của các đồng xu bằng bạc khác.
Mặc dù các đồng tiền có cạnh nhẵn và không có khía (gờ/vạch) như với các đồng xu khác, đồng xu mới có kích thước gần như tương đồng và gây nhầm lẫn với đồng xu 25 xu. Hơn thế nữa, cả hai mặt của đồng xu này có thiết kế gần như giống hệt với đồng xu 25 xu. Sau năm đầu tiên, có hơn một triệu xu được đúc, đã có ít người có nhu cầu sử dụng, đồng xu này đã bị bãi bỏ vào năm 1878. Ít nhất một phần ba tổng số đồng xu hai mươi xu đã được chính quyền nấu chảy. Nhà hóa tệ học Mark Benvenuto gọi đồng 20 xu là một chương của lịch sử đúc tiền Mỹ đã đóng cửa gần như trước khi nó bắt đầu. 